# Morcilla de cebolla (gastronomía española)

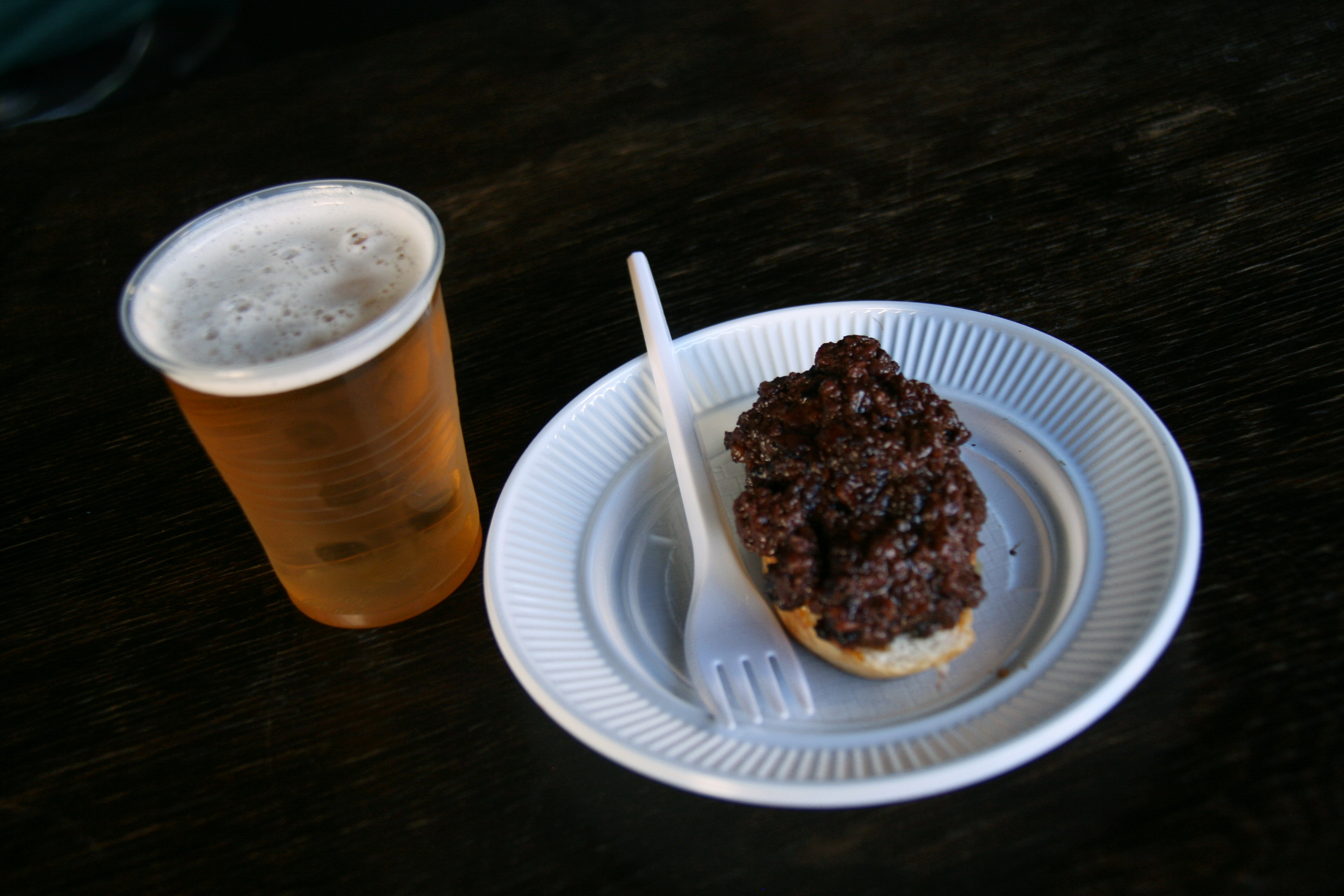
Una tapa en forma de tosta de morcilla, acompañada de una cerveza.

La morcilla de cebolla es un embutido de sangre que emplea en su relleno cebolla bien picada. La morcilla contiene sangre de cerdo, y cebolla frita previamente en manteca. Es una variedad de morcilla muy habitual en la cocina española, sobre todo con el ritual de la matanza del cerdo. Un ejemplo es la morcilla de León.

## Características

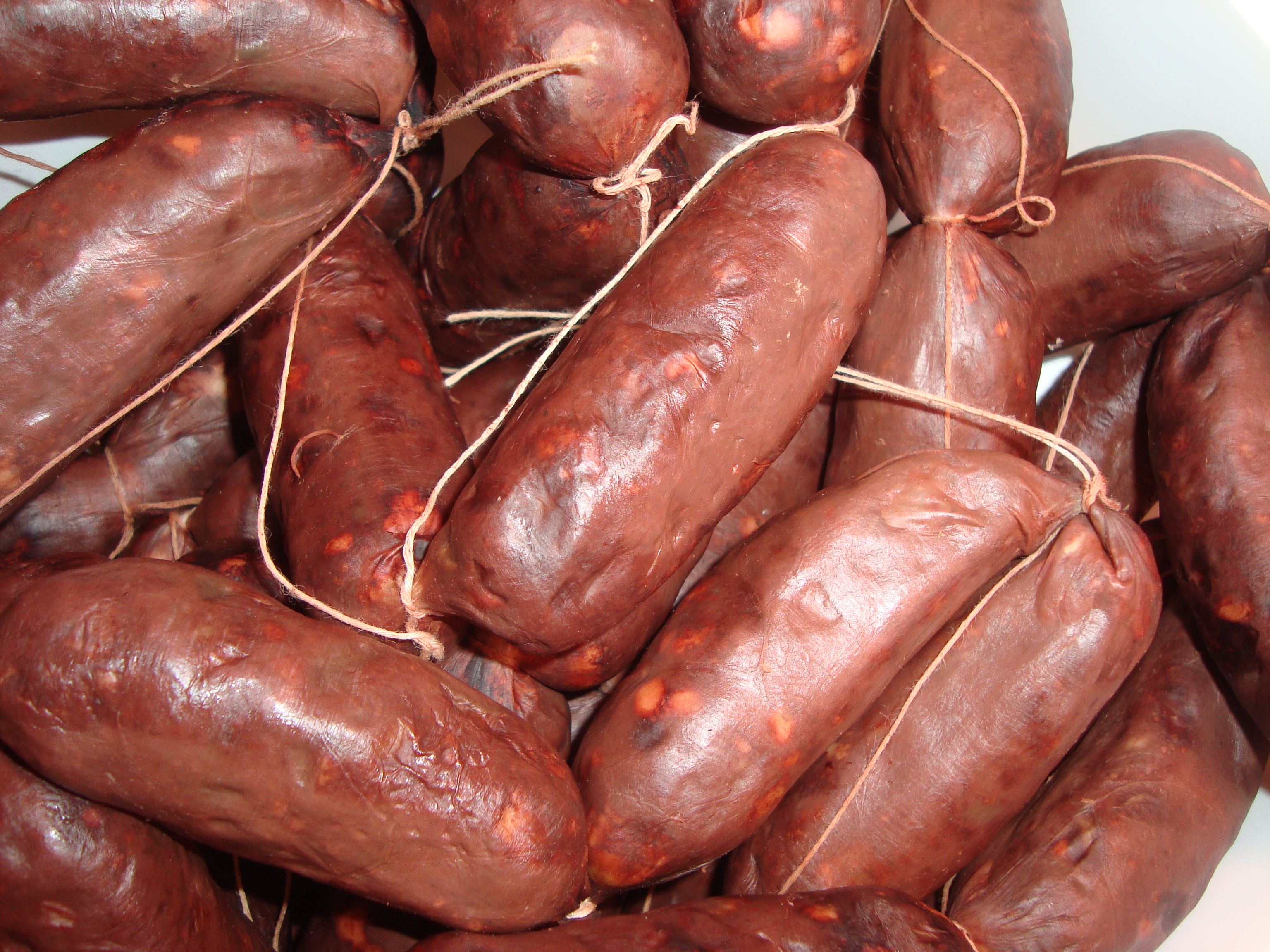
Morcillas de cebolla (Comarca del Maestrazgo, Castellón, España)

La elaboración de este tipo de embutido requiere de sangre de cerdo. Previamente se fríe la cebolla finamente picada en manteca, la sangre y el sofrito (ambos calientes) se embuten en tripa de cerdo. Dependiendo de las variedades territoriales a veces la mezcla de cebolla suele mezclarse con comino, ajo, pimienta, etc. Tras la operación de embutido, la morcilla se ata y posteriormente se escalda a 90.oC, se mantienen a temperatura en el intervalo entre 75.oC y 85.oC durante una media hora aproximadamente. El tiempo de esta cocción es importante para evitar que la morcilla se agrie o fermente inmediatamente debido a que no se ha cocido lo suficiente, para ello es necesario que su interior alcance los 75.oC. El interior de este tipo de morcillas suele ser semi-fluido, es por esta razón por la que se suele servir en platos, empanadas, o tostas, bocadillo. Se suele enlatar en algunas ocasiones.

## Consumo
Se pueden consumir inmediatamente tras el escaldado. Es habitual que puedan consumirse fritas o asadas. Se suele preparar en forma de pequeños platos como el quiche de morcilla de cebolla con nata (Penchi), en empanadas de hojaldre (mezclada con manzana), servidos en un plato como tapa, sobre una tosta. A veces se emplea como ingrediente en platos como las "habas con morcilla de cebolla", en algunas ocasiones confitada como la morcila a la miel, en la participación de algunos cocidos (de lentejas, garbanzos, etc), pasteles, etc.